# C-Box
Schiffe des Typs C-Box, auch Compact-Box, der Flensburger Schiffbau-Gesellschaft (FSG) sind Mehrzweck-Containermotorschiffe. Insgesamt umfasste die Baureihe dieses zwischen 1997 und 2000 gebauten Schiffstyps der Flensburger Werft elf Einheiten.

## Geschichte
Nach der Übernahme der Flensburger Werft durch den Lübecker Reeder Egon Oldendorff entwickelte die FSG Anfang der 1990er Jahre das Ecobox-Konzept, das bis 1997 in zwei Varianten gefertigt wurde. Daran anschließend konzentrierte sich die Werft auf den Bau eines kleineren Schiffstyps mit einer Tragfähigkeit von etwa 20.000 Tonnen.
Die C-Box ist ein Mehrzweck-Containerschiff mit fünf Laderäumen und zwei 60-t-Kränen. Die fünf kastenförmigen Laderäume ohne Unterstau oder überstehende Bauteile haben einen Getreiderauminhalt von 25.000 m³ und werden mit Ponton-Lukendeckeln verschlossen, die eine Deckslast von 60/90 Tonnen per TEU/FEU-Stellplatz aufnehmen können. Als Mehrzweckschiff ist der C-Box-Entwurf außer für den Transport von rund 1300 TEU-Containern, von denen 556 im Raum geladen werden können, auch zum Transport von Schüttladungen oder Forstprodukten eingerichtet. Des Weiteren erlauben große durchgehende Decksflächen und die seitlich angebrachten Kräne mit jeweils 60 Tonnen Kapazität den Transport von Projektladungen.
Abnehmer der elf Compact-Box-Schiffe waren die Reedereien/Emissionshäuser Oldendorff Carriers, Münchmeyer Petersen Capital, Briese/BBC und HCI/Marconsult. Der Baupreis lag bei jeweils rund 20 Millionen US-Dollar.

## Die Schiffe
| C-Box                 | C-Box     | C-Box      | C-Box              | C-Box                                     | C-Box | C-Box |
| Schiffsname           | Baunummer | IMO-Nummer | Ablieferung        | Auftraggeber                              | Umbenennungen und Verbleib |       |
| --------------------- | --------- | ---------- | ------------------ | ----------------------------------------- | --- | ----- |
| Cathrin Oldendorff    | 695       | 9161168    | 2. Januar 1998     | Wavelength Shipping Corporation, Monrovia | 1999 CSAV Valencia, 2000 Libra Peru, 2002 Mellum, 2006 Niledutch Privilege, 2008 BBC Leer, 2012 BBC Seattle, 2014 Seattle, 2018 Mohawk, so in Fahrt. |       |
| Lily Oldendorff       | 696       | 9161182    | 26. Februar 1998   | Wavelength Shipping Corporation, Monrovia | 1998 Barrister, 1999 Lily Oldendorff, 1999 CSAV Genova, 2000 Libra Chile, 2000 Lily Oldendorff, 2001 Cielo di Caracas, 2002 BBC Argentina, 2004 Germana, 2006 BBC Ostfriesland, 2006 Delmas Nigeria, 2007 BBC Ostfriesland, 2018 Elreedy Star, so in Fahrt. |       |
| Lydia Oldendorff      | 697       | 9161170    | 30. April 1998     | Wavelength Shipping Corporation, Monrovia | 2009 Niledutch Antwerp, 2009 Marcomanche, 2013 Yacu Kallpa, so in Fahrt. |       |
| P&O Nedlloyd Djibouti | 698       | 9161211    | 24. Juni 1998      | Rio Branco Shipping, Monrovia             | Kiellegung als Julius Oldendorff, 2000 Julius Oldendorff, 2003 Rio Branco, 2006 Delmas Senegal, 2007 Delmas Guaruja, 2008 Aquila Colleague, 2012 BBC Bunde, 2017 Yu Xiang, so in Fahrt.                                                                     |       |
| Friedrich Oldendorff  | 699       | 9161209    | 21. September 1998 | Rio Grande Shipping, Monrovia             | 2000 Cielo del Peru, 2001 Friedrich Oldendorff, 2003 Rio Grande, 2007 Niledutch Benguela, 2011 Benguela, 2016 Meratus Semarang, so in Fahrt. |       |
| Hermann Oldendorff    | 700       | 9161194    | 4. Januar 1999     | Rio Negro Shipping, Monrovia              | 2003 Rio Negro, 2005 Maruba Huascan, 2005 Rio Negro, 2006 MSC Angola, 2007 Niledutch Brazil, 2010 Rio Negro, 2013 Min Rui, 2014 Qi Dong, 2015 Sai Sunshine, so in Fahrt.                                                                                    |       |
| Johann Oldendorff     | 701       | 9186742    | 4. Januar 1999     | Rio Rubio Shipping, Monrovia              | 2002 Rio Rubio, 2005 Maruba Fitz Roy, 2005 Rio Rubio, 2006 MSC Canada, 2007 Niledutch Portugal, 2008 Ella, 2010 Luka, Mermaid (2019), 2019 Abbruch in Alang.                                                                                                |       |
| Georg Oldendorff      | 703       | 9186754    | 4. März 1999       | Oldendorff Carriers, Lübeck               | 2000 CSAV Estambul, 2000 Libra Equador, 2002 Georg Oldendorff, 2003 MSC Maracaibo, 2006 Niledutch Prestige, 2009 Marcheerokee, 2013 BSLE Genova, 2017 Han Xin, so in Fahrt.                                                                                 |       |
| Paul Oldendorff       | 704       | 9202041    | 22. Dezember 1999  | -                                         | 2002 BBC Rheiderland, 2006 Delmas Ghana, 2007 BBC Rheiderland, 2016 Yamal Krechet so in Fahrt. |       |
| Trina Oldendorff      | 705       | 9202053    | 1. Februar 2000    | Egon Oldendorff, Lübeck                   | 2000 Cielo del Caribe, 2003 Trina Oldendorff, 2004 MSC Toulouse, 2007 Trina Oldendorff, 2007 Niledutch Kuito, 2010 Marchicora, 2018 Severniy Proect, so in Fahrt.                                                                                           |       |
| Julia Oldendorff      | 706       | 9204790    | 14. April 2000     | Buchanan Maritime Corp, Lübeck            | 2004 MSC Java, 2007 Aquila Companion, 2011 Timberland, so in Fahrt. |       |